# U 229 (Kriegsmarine)
De U 229 was een type VIIC U-boot van de Duitse Kriegsmarine tijdens de Tweede Wereldoorlog. Hij stond onder commando van Oberleutnant Robert Schetelig. De U-boot werd op 22 september 1943 vernietigd door de torpedobootjager HMS Keppel.

## Geschiedenis
22 september - Bij een aanval op de samengevoegde konvooien ONS-18 en ON-202 werd U 229 met dieptebommen bestookt door de torpedobootjager HMS Keppel. De U 229 kwam beschadigd boven water, werd geramd door de torpedobootjager en zonk nabij Kaap Vaarwel bij Groenland, in positie 54° 36′ 0″ NB, 36° 25′ 0″ WL.
Alle 50 bemanningsleden, waaronder hun commandant Robert Schetelig kwamen hierbij om.